# Мирјам (Библија)
Мирјам (хебр. מרים), јеврејска пророчица, била је ћерка Амрамова и сестра Арона и Мојсија (Исх.15: 20).
По први пут се помиње у причи о Мојсијевом детињству. Када је Мојсијева мајка, по окрутним наредбама фараона била приморана да га у колевци остави да плови низ реку Нил, најстарија ћерка, Мирјам, посматрала је то издалека, и видела такође када је колевку са бебом извукла из воде фараонова ћерка. (Исх.2 :1-9).
О животу Мирјам у Светом писму се говори мало. Након чудесног прелазак Јевреја преко Црвеног мора пророчица Мирјам певала је химну Господу, предводећи хор и игру жена (Исх.15: 20, 21).
Њен пророчки дар као и дар Арона, цењен је мање од пророчког дара Мојсија (4 Мој.12 :5-8). Ипак, она је, заједно са Мојсијем и Ароном, Духом Божијим водила Јевреје током њиховог лутања у пустињи (Мих.6: 4).
Мирјам је умрла у 40-ог дана након Изласка Јевреја из Египта на месту Кадеша, где је и сахрањена (4 Мој.20: 1).